# شهرستان دوبوا (ایندیانا)
شهرستان دوبوا، ایندیانا (به انگلیسی: Dubois County, Indiana) شهرستانی در ایالات متحده آمریکا است که در ایندیانا واقع شده‌است.